# 区長
区長（くちょう）は、何らかの区の長のことである。区によってその職掌や選出方法は異なる。

## 特別区における区長
東京都の特別区は、市町村と同様に独立した基礎的地方公共団体で、その長である区長は公職選挙法に基づいた選挙によって選出されることになっている。区長の地位・職務などは、基本的に市長のそれが適用される（地方自治法第283条）。詳細は市町村長#地位と職務を参照。

## 政令指定都市における区長
政令指定都市において、区長は行政区の区役所の長のことをいう（地方自治法施行令174条の43）。行政区は特別区とは異なり独立した地方自治体ではないので、区長はその政令指定都市の市長の補助機関たる職員の中から市長が選出したものである（地方自治法施行令174条の43）。よってこの場合区長は地方公務員の一般職であり、選挙により選出されることはない。政令指定都市市長が行政区長を兼務することはできない。

## 特定合併市町村における区長
特定合併市町村（平成11年7月16日から平成17年3月31日までに市町村合併を行った市町村）において、区長は合併特例区または地域自治区の長のことをいう。合併特例区は独立した特別地方公共団体であるが区長は選挙によって選出されるのではなく市町村長が選任した特別職の職員である。合併特例区の区長については合併特例区を参照のこと。地域自治区は特別区や合併特例区とは異なり独立した地方自治体ではないので、区長は当該市町村長が選出したものである。しかし、この場合区長は地方公務員の特別職であるが、選挙により選出されることはない。

## その他の区長
- 町内会や地域の自治会の代表を区長と呼ぶことがある。
- 鉄道業において、駅と並ぶ現業機関事業所（車掌区、機関区、客貨車区、保線区、営繕区、建築区、電力区、変電区、信号通信区、電務区、検車区など）の長。駅については駅長と称するが、複数の駅を管理する駅長は区長に相当、ただし、管理駅長、管区長、管区駅長など、鉄道事業者により呼称が異なる。